# محمد الخمیس
محمد الخمیس (عربی: محمد الخميس؛ زادهٔ ۱۳ اکتبر ۱۹۸۹) یک ورزشکار اهل عربستان سعودی است.
از باشگاه‌هایی که در آن بازی کرده‌است می‌توان به باشگاه فوتبال هجر عربستان سعودی اشاره کرد.